# 約翰·阿治達貝治
約翰·阿治達貝治（荷蘭語：John Achterberg，1971年7月8日—）是荷蘭籍足球教練，現職英超球隊利物浦的一隊龍門教練。

## 生平

### 教練生涯
阿治達貝治在燦美爾流浪效力了10多年退役，成為一名守門員教練。2009年加入利物浦擔任助理守門員教練。2011年改為擔任一隊助理守門員教練
，並協助利物浦在2019年6月1日第6度於歐冠封王及利物浦首次取得英超冠軍。

## 外部連結
- ACHTERBERG - FIRST-TEAM GOALKEEPING COACH